# Lorenzo Ghizzoni
Lorenzo Ghizzoni (Campagnola Emilia, 3 aprile 1955) è un arcivescovo cattolico italiano, dal 17 novembre 2012 arcivescovo metropolita di Ravenna-Cervia.

## Biografia
Nasce a Cognento, frazione di Campagnola Emilia, in provincia di Reggio Emilia e diocesi di Reggio Emilia-Guastalla, il 3 aprile 1955.

### Formazione e ministero sacerdotale
Entra nel seminario minore di Reggio Emilia e frequenta gli studi superiori presso il liceo pubblico cittadino; dopo aver conseguito l'esame di maturità studia teologia nello studio teologico interdiocesano.
Il 14 settembre 1979 è ordinato presbitero dal vescovo Gilberto Baroni.
Prosegue gli studi presso la Pontificia Università Gregoriana a Roma, conseguendo la licenza in diritto canonico e in psicologia.
Rientrato in diocesi nel 1984, riceve la cattedra di diritto canonico nel seminario vescovile di Reggio Emilia e di psicologia nell'Istituto di scienze religiose della stessa città. Dal 1984 al 1994 è vice cancelliere vescovile. Dal 1986 al 1996 è direttore del Servizio diocesano vocazioni. Dal 1987 è difensore del vincolo nelle cause matrimoniali del tribunale ecclesiastico. È docente all'Istituto superiore per formatori sponsorizzato dalla Pontificia Università Gregoriana. Dal 1992 è vicedirettore del Centro nazionale vocazioni. Dal 1994 al 2006 è rettore del seminario vescovile di Reggio Emilia. Dal 1998 è assistente diocesano dei Giuristi Cattolici.

### Ministero episcopale
Il 17 febbraio 2006 papa Benedetto XVI lo nomina vescovo ausiliare di Reggio Emilia-Guastalla e vescovo titolare di Ottana. Riceve l'ordinazione episcopale il 29 aprile successivo, solennità della Madonna della Ghiara, nel PalaBigi a Reggio Emilia, dal vescovo Adriano Caprioli, co-consacranti i vescovi Luciano Monari e Giovanni Paolo Gibertini. Lo stesso giorno, inoltre, è nominato vicario generale della diocesi.
Il 27 maggio 2010 è eletto membro del Consiglio per gli affari economici della Conferenza Episcopale Italiana.
Il 17 novembre 2012 è nominato arcivescovo metropolita di Ravenna-Cervia da papa Benedetto XVI; succede a Giuseppe Verucchi, dimessosi per raggiunti limiti di età. Il 20 gennaio 2013 prende possesso canonico dell'arcidiocesi, nella cattedrale di Ravenna. Il 29 giugno successivo riceve il pallio, nella basilica di San Pietro in Vaticano, da papa Francesco.
Dal 5 ottobre 2015 al 15 gennaio 2024 ricopre anche l'incarico di vicepresidente della Conferenza episcopale dell'Emilia-Romagna; presso la stessa è anche delegato per i beni culturali e l'edilizia di culto e delegato per la tutela dei minori.
Nel settembre 2017 è designato referente della Conferenza Episcopale Italiana per la Pontificia commissione per la tutela dei minori. Il 16 gennaio 2019 è nominato primo presidente del Servizio nazionale per la tutela dei minori e degli adulti vulnerabili nella Chiesa e, in quanto tale, nel maggio 2019 presenta le linee guida contro gli abusi all'interno della Chiesa cattolica, incoraggiando le vittime a denunciare chiunque, compresi sacerdoti o religiosi.

## Genealogia episcopale
La genealogia episcopale è:
- Cardinale Scipione Rebiba
- Cardinale Giulio Antonio Santori
- Cardinale Girolamo Bernerio, O.P.
- Arcivescovo Galeazzo Sanvitale
- Cardinale Ludovico Ludovisi
- Cardinale Luigi Caetani
- Cardinale Ulderico Carpegna
- Cardinale Paluzzo Paluzzi Altieri degli Albertoni
- Papa Benedetto XIII
- Papa Benedetto XIV
- Papa Clemente XIII
- Cardinale Enrico Benedetto Stuart
- Papa Leone XII
- Cardinale Chiarissimo Falconieri Mellini
- Cardinale Camillo Di Pietro
- Cardinale Mieczysław Halka Ledóchowski
- Cardinale Jan Maurycy Paweł Puzyna de Kosielsko
- Arcivescovo Józef Bilczewski
- Arcivescovo Bolesław Twardowski
- Arcivescovo Eugeniusz Baziak
- Papa Giovanni Paolo II
- Cardinale Carlo Maria Martini, S.I.
- Vescovo Adriano Caprioli
- Arcivescovo Lorenzo Ghizzoni